# Bettié (département)
Le département de Bettié  est un département de Côte d'Ivoire. 